# Агари, Кадзуки
Кадзуки Агари (яп. 東江一紀; 6 сентября 1951 года, префектура Нагасаки, Япония — 21 июня 2014 года, Матида, префектура Токио, Япония) — японский переводчик.
Окончил факультет литературы в Университете Хоккайдо. В основном переводил популярные английские и американские романы (Уоррен Мерфи, Дон Уинслоу, Филип Керр, Ричард Норт Паттерсон, Митчелл Смит, Мэрлин Френч, Питер Маттиссен, Брайан Фримантл, «Военная ложь» Луиса Бегли, «Шаль» Синтии Озик) и нон-фикшн («Покер лжецов» и «Бумеранг: Как из развитой страны превратиться в страну третьего мира» Майкла Льюиса, «Лексус и оливковое дерево» Томаса Фридмана, «Во имя физики» Уолтера Левина, A Certain Ambiguity, «Долгая дорога к свободе» Нельсона Манделы) на японский язык. Преподавал в Uni College. Умер от рака пищевода.
Преподавал в течение многих лет в университетском колледже.
Последней его работой стал перевод на японский язык романа «Стоунер» Джона Уильямса. В 2015 году посмертно за этот перевод Кадзуки Агари был удостоен премии Japan Translation Award.